# واندر ویل
واندر ویل یا چرخ شگفتی (انگلیسی: Wonder Wheel) یک فیلم درام تاریخی به نویسندگی و کارگردانی وودی آلن است که در سال ۲۰۱۷ منتشر شد. از بازیگران این فیلم می‌توان به جیم بلوشی، کیت وینسلت، جونو تیمپل، تونی سیریکو و جاستین تیمبرلیک اشاره کرد.
وقایع فیلم در دهه ۱۹۵۰ (میلادی) و در یک پارک تفریحی به نام «لونا پارک» واقع در کانی آیلند در بروکلین روی می‌دهد که چرخ‌وفلک بزرگی به نام «واندر ویل» دارد.
این فیلم در ۱۴ اکتبر ۲۰۱۷ به‌عنوان انتخاب شب پایانی در پنجاه‌وپنجمین جشنواره فیلم نیویورک به نمایش درآمد و در اول دسامبر ۲۰۱۷ توسط استودیوهای آمازون منتشر شد. این فیلم نقدهای متفاوتی دریافت کرد؛ فیلمنامهٔ آلن مورد انتقاد قرار گرفت، اما بازی وینسلت و فیلم‌برداری ویتوریو استورارو تحسین گسترده‌ای برانگیخت.

## داستان
میکی روبین، نجات‌غریق کُنی آیلند که آرزو دارد نمایشنامه‌نویسی مانند یوجین اونیل شود، با شکستن دیوار چهارم روایت می‌کند. کارولینا، دختر هامپتی رَنل، به پیاده‌روی ساحلی می‌آید و به دنبال جینی رَنل، همسر دوم پدرش که در دکهٔ صدف کار می‌کند، می‌گردد. او از جینی التماس می‌کند که اجازه دهد با آن‌ها زندگی کند، اما جینی تصمیم را به هامپتی واگذار می‌کند؛ کسی که پیش‌تر با عصبانیت او را بیرون انداخته بود زیرا با دوست‌پسر گانگسترش فرانک ازدواج کرده و تحصیل و آینده‌اش را دور انداخته بود. کارولینا می‌گوید که از فرانک فرار کرده زیرا به اف‌بی‌آی دربارهٔ فعالیت‌های مافیا شهادت داده و حالا می‌ترسد فرانک بخواهد او را بکشد. هامپتی می‌پذیرد او بماند، به شرطی که پول پس‌انداز کند تا به دانشگاه برگردد و آینده‌اش را بسازد. جینی برایش در همان دکه کاری به‌عنوان پیشخدمت پیدا می‌کند. خیلی زود گانگسترها، آنجلو و نیک، سراغ هامپتی و جینی می‌آیند و دنبال کارولینا می‌گردند، اما آن‌ها انکار می‌کنند و گانگسترها می‌روند.
جینی زمانی بازیگر بود و ازدواج موفقی داشت، اما خیانتش باعث شد شوهرش او را طلاق دهد. او و هامپتی اکنون پسر جوانش ریچی را بزرگ می‌کنند؛ پسری مشکل‌ساز که عادت دارد با آتش‌بازی دردسر درست کند. جینی از زندگی با هامپتی و کار در پیاده‌روی ساحلی ناراضی است و رابطه‌ای پنهانی با میکی آغاز می‌کند. هامپتی مردی عصبانی و پرخاشگر است که از الکلیسم رهایی یافته، گردونهٔ شهربازی را می‌چرخاند و با دوستانش ماهی‌گیری می‌کند. او با حضور کارولینا آرامش می‌یابد و هزینهٔ تحصیل شبانه‌اش را می‌پردازد.
میکی مجذوب پختگی و تجربهٔ جینی می‌شود و او را انسانی می‌بیند که نیاز به نجات دارد. مدتی بعد او به‌طور اتفاقی با کارولینا دیدار می‌کند و داستان زندگی‌اش او را جذب می‌کند. گمان می‌کند عاشق او شده، اما نسبت به احساساتش دربارهٔ جینی دچار تضاد است. جینی از هامپتی پول می‌دزدد تا برای میکی ساعتی گران‌قیمت بخرد، اما میکی هدیه را نمی‌پذیرد. تا این زمان جینی به احساسات میکی نسبت به کارولینا مشکوک شده و حسادت می‌کند.
آنجلو و نیک دوباره به دکه سر می‌زنند و از صاحب آن دربارهٔ کارولینا می‌پرسند. کارولینا میکی را به یک پیتزافروشی در بروکلین می‌برد و رئیسش بی‌خبر این موضوع را به آنجلو و نیک می‌گوید. جینی برای هشدار به کارولینا با پیتزافروشی تماس می‌گیرد، اما به لکنت می‌افتد و درمی‌یابد فرصتی برای دور کردن کارولینا از میکی دارد، پس تلفن را قطع می‌کند. میکی حقیقت احساساتش و رابطه‌اش با جینی را به کارولینا می‌گوید. کارولینا که دلش برای همه می‌سوزد، به‌تنهایی پیاده به خانه برمی‌گردد تا تصمیم بگیرد چه کند و نمی‌خواهد به جینی یا پدرش یا میکی آسیب بزند. در همان حال می‌بینیم که ماشین آنجلو و نیک او را دنبال می‌کند.
وقتی کارولینا به خانه برنمی‌گردد، روز بعد هامپتی از میکی می‌پرسد که آیا پس از قرار او را دیده است یا نه. میکی تحقیق می‌کند و درمی‌یابد جینی با پیتزافروشی تماس گرفته ولی حرف نزده است. او همه‌چیز را کنار هم می‌گذارد و با جینی روبه‌رو می‌شود؛ کسی که دوباره مشروب‌خواری کرده و با لباس پرزرق‌وبرق صحنه‌ای خود را آراسته است. جینی چاقویی بیرون می‌کشد و از میکی می‌خواهد او را بکشد، اما میکی می‌رود. پلیس اثری از کارولینا نمی‌یابد و هامپتی دوباره به الکلیسم بازمی‌گردد و به جینی می‌گوید دوباره برای ادامهٔ زندگی به کمکش نیاز دارد. او سعی می‌کند نگاه مثبتی پیدا کند و جینی را به سفر ماهی‌گیری با همسران دوستانش دعوت می‌کند، اما جینی با سردی رد می‌کند و زندگی‌شان همچنان در همان وضع موجود باقی می‌ماند.

## بازیگران
کیت وینسلت در نقش جینی رَنل، همسر هامپتی، مادر ریچی و نامادری کارولینا
جونو تمپل در نقش کارولینا رَنل، دختر بزرگسال هامپتی از ازدواج اول
جاستین تیمبرلیک در نقش میکی روبین، نجات‌غریق و راوی فیلم
جیم بلوشی در نقش هامپتی رَنل، مردی در حال ترک الکل، شوهر جینی، پدر کارولینا و ناپدری ریچی
جک گور در نقش ریچی رَنل، پسر جوان جینی
تونی سیریکو در نقش آنجلو، گانگستر
استیو شریپا در نقش نیک، گانگستر
دبی مازار در نقش مهمان جشن تولد
توماس گایری در نقش مردی اهل لاس‌زدن در روبی
مکس کازلا در نقش رایان، دوست ماهی‌گیر هامپتی
دیوید کرامهولتز در نقش جیک، دوست میکی

## تولید

### انتخاب بازیگران
کیت وینسلت نخستین بازیگری بود که در ژوئیهٔ ۲۰۱۶ به فیلم پیوست. سپس جونو تمپل و جیم بلوشی به فیلم پیوستند. آلن دربارهٔ روند انتخاب بازیگران گفت: «اولین کسی که انتخاب کردم کیت وینسلت بود، سپس دختری جوان به نام جونو تمپل که خیلی به او امیدوار بودم، و بعد جیم بلوشی را انتخاب کردم که فکر می‌کردم کاملاً برای نقش مناسب است.» وینسلت که پیش‌تر قرار بود در فیلم نقطهٔ تطابق (۲۰۰۵) آلن بازی کند اما برای گذراندن وقت با خانواده‌اش انصراف داده بود، دربارهٔ این فیلم گفت: «من نقش اصلی را بازی می‌کنم. شخصیت من جینی نام دارد، یک پیشخدمت در دکهٔ صدف... این احتمالاً دومین نقش پراسترس من بود، اما تجربهٔ آن کاملاً شگفت‌انگیز بود.»
پس از آن، آلن جاستین تیمبرلیک را برای نقش یک نجات‌غریق انتخاب کرد و گفت: «داشتم دربارهٔ فیلم فکر می‌کردم و پرسیدم چه کسی می‌تواند در نقش نجات‌غریقی در دههٔ ۱۹۵۰ جالب باشد؟ یکی از مشاورانم گفت، جاستین تیمبرلیک چه‌طور است؟» در ۱۹ اوت ۲۰۱۶ تونی سیریکو به فیلم پیوست. در سپتامبر ۲۰۱۶ نیز جک گور، استیو شریپا و مکس کازلا بازیگران دیگر فیلم شدند.

### فیلم‌برداری
فیلم‌برداری اصلی در کُنی آیلند در ۱۵ سپتامبر ۲۰۱۶ در وینیگر هیل، بروکلین، اطراف خیابان هادسون و خیابان گُلد آغاز شد.